# Teatre Obert
Teatre Obert fou una companyia de teatre especialitzada en dansa que va existir a Barcelona entre el 1989 i el 1991.
Dirigit per l'actor i coreògraf Toni Cots, es proposava impulsar la seva producció i exhibició en una gran diversitat d'espais. Gràcies a la seva iniciativa, va arribar dansa al Teatreneu de Gràcia, a les sales Adrià Gual i La Cuina de l'antic Institut del Teatre del carrer Sant Pere Més Baix, a l'antic Escorxador de Badalona i fins i tot al cicle Perifèrics de Vic i al Plural de Girona. A Barcelona, Teatre Obert va mantenir també un diàleg fluid amb Andreu Morte, aleshores director del Mercat de les Flors, i l'Espai B del Mercat va coincidir a ser també en aquest període un espai de referència per a la programació de diversos espectacles. Algunes de les primeres visites d'importants companyies internacionals de referència tenen lloc a l'Espai B del Mercat.